# Franklin, Ohio
Franklin là một thành phố thuộc quận Warren, tiểu bang Ohio, Hoa Kỳ. Năm 2010, dân số của thành phố này là 11771 người.

## Dân số
- Dân số năm 2000: 11396 người.
- Dân số năm 2010: 11771 người.